# Număr pozitiv
Un număr pozitiv este mai mare decât zero. Numărul real a este pozitiv dacă și numai dacă a > 0. Opusul unui număr pozitiv este un număr negativ.